# Айтмухан, Ризабек Канатович
Ризабек Канатович Айтмухан (каз. Ризабек Қанатұлы Айтмұқан; род. 29 апреля 2004, Кишкенеколь, Северо-Казахстанская область) — казахстанский борец вольного стиля. Чемпион Казахстана 2023. Чемпион мира 2023.

## Спортивные результаты
- VI летняя Спартакиада Казахстана 2023 (Чемпионат страны) -
- Чемпионат Азии по борьбе 2023 -
- Чемпионат мира по борьбе 2023 -
- Чемпионат Азии по борьбе 2024 -
- Чемпионат мира по борьбе 2024 U20 -
- Чемпионат мира по борьбе 2024 U23 -
- Чемпионат Азии по борьбе 2025 -

## Биография
7 февраля 2023 в возрасте 18 лет стал чемпионом Казахстана по вольной борьбе среди взрослых.
18 сентября 2023 завоевал первое в истории Казахстана золото чемпионата мира по вольной борьбе.
Заслуженный мастер спорта Республики Казахстан.